# الكسندر أوبوكو
الكسندر أوبوكو (بالإنجليزية: Alexander Opoku)‏ هو لاعب كرة قدم غاني في مركز الوسط، ولد في 31 أغسطس 1974 في غانا. شارك مع منتخب غانا تحت 17 سنة لكرة القدم.

## وصلات خارجية
- الكسندر أوبوكو على موقع قاعدة بيانات كرة القدم.إي يو (الإنجليزية)
- الكسندر أوبوكو على موقع بيانات كرة القدم. دي إي (الألمانية)
- الكسندر أوبوكو على موقع عالم كرة القدم.نت (الإنجليزية)